# حوليات عام 846
التأريخ لعام 846 أو السجل لعام 846 هو سجل عالمي مجزأ كتبه مؤلف مجهول باللغة السريانية في وقت ما بين 846 و 873. وينصب تركيزه في القرون اللاحقة، حيث تكون أكثر قيمة، على التاريخ الكنسي. وهو مكتوب من وجهة نظر سريانية أرثوذكسية.

## التاريخ والتأليف والنقل
توجد هذه السجلات في الصفحات 1-36 و40 و41 من مخطوطة واحدة، في المتحف البريطاني، في المخطوطات الإضافية، وهي المخطوطة رقم (MS 14642)، والتي نُسخَت في أوائل القرن العاشر بالأبجدية السريانية. النسخة عبارة عن مخطوطة طرس: أُخذَت الصفحات من خمس مخطوطات يونانية مختلفة، ومُسحَت وكُتب عليها: "عمل متميز تمامًا"،إن  سجل عام 813، يوجد مباشرة بعده في المخطوطة ولكنه كان في الأصل مخطوطة منفصلة. يبدأ النص الأصلي لسجل عام 846 بالخلق، ولكن هذا الجزء قد ضاع. يبدأ النص كما هو الآن بميلاد لاوي للبطريرك العبري يعقوب. بسبب التلف والخسارة، هناك ثغرات في النص المحفوظ للفترة 30 قبل الميلاد - 37 بعد الميلاد، 230-275، 431-449، 540-574، 582-601 و610-679.
نهاية النص ليست معيبة. الحدث الأخير المسجل هو رسامة يوحنا الرابع ملك أنطاكية [الإنجليزية] في عام 846، ومن المحتمل أن يكون قد وُضع في شكله النهائي بعد هذا التاريخ بفترة وجيزة وقبل وفاة يوحنا في عام 873. ربما انتهى السجل الأصلي في عام 784، قبل أن يقوم جامع ثانٍ بتوسيعه بقائمة من الأسماء والتاريخ حتى عام 846. اقترح المحرر الأول للنص (إي. دبليو. بروكس) أنه بناءً على عدد الإشارات إلى أساقفة حران، ربما يكون النص قد أُلِّف في ذلك الموقع. اقترح لاحقًا أنه ربما كُتب في دير قرطمين، لكن أفرام برصوم يشير إلى أن الارتباط بقرطمين ينبع من اعتماد السجل على سجل عام 819، والذي ربما أُلِّف هناك.
النسخة الوحيدة الباقية من سجل عام 819 صنعها شخص يدعى سيفيروس لعمه ديفيد، وهو راهب من قرطمين عُين أسقفًا لحران من يوحنا الرابع. ولذلك يقترح أندرو بالمر أن سجل عام 846 هو عمل ديفيد، الذي كلف ابن أخيه بعمل نسخة من سجل سابق لهذا الغرض. على الرغم من أنه ليس المؤلف الرئيس لسجل 846، إلا أنه قد يكون هو المترجم الذي قام بتمديده من 784 إلى 846 واستنبط المعلومات من سجل 819. في مكان آخر، يقترح بالمر أن نونوس الحراني، وهو راهب من قرطمين أصبح أسقفًا لطور عابدين قبل وقت قصير من عام 845، ربما كان المحرر الأخير لسجلات عام 846.